# Copa de la República Checa
La Copa de fútbol de la República Checa (en checo: Pohár České pošty) es el torneo de eliminatorias y copa nacional celebrada en la República Checa, se disputa desde 1993 y es organizada por la Federación de Fútbol de la República Checa.
Originalmente la primera edición se celebró en la temporada 1939-40 y se jugaron siete ediciones hasta la temporada 1945-46. Luego en la temporada 1960-61 se crea la Copa de Checoslovaquia la cual se jugaria hasta la temporada 1992-93. En el medio en 1969 se reorganiza la Copa de Checoslovaquia y se crearon por separado las Copas Checa y Eslovaca. Sin embargo la Copa Checoslovaca no fue cancelada sino que se convirtió en una especie de Supercopa entre los ganadores de ambas copas. Asi fue como en la temporada 1969-70 se vuelve a jugar la Copa Checa la cual se jugó hasta la temporada 1992-93, luego con la separación de Checoslovaquia se crearia la Copa de la República Checa a partir de la temporada 1993-94.
El equipo campeón accede a la tercera ronda de clasificación de la Liga Europa Conferencia.

## Historial
| Temporada                  | Campeón             | Resultado           | Finalista                        | Sede de la final                            |
| -------------------------- | ------------------- | ------------------- | -------------------------------- | ------------------------------------------- |
| Copa Checa                 |                     |                     |                                  |                                             |
| 1939-40                    | SK Olomouc ASO      | 3 - 1, 2 - 1        | SK Prostejov                     |                                             |
| 1940-41                    | SK Slavia Praga     | 2 - 3, 6 - 3        | AC Sparta Praga                  |                                             |
| 1941-42                    | SK Slavia Praga     | 5 - 2, 5 - 5        | FC Bohemians Praga               |                                             |
| 1942-43                    | AC Sparta Praga     | 3 - 1, 7 - 1        | FC Viktoria Plzeň                |                                             |
| 1943-44                    | AC Sparta Praga     | 4 - 2, 4 - 3        | FC Viktoria Plzeň                |                                             |
| 1944-45                    | SK Slavia Praga     | 1 - 1, 5 - 2        | SK Rakovník                      |                                             |
| 1945-46                    | AC Sparta Praga     | 6 - 0, 3 - 0        | FC Baník Ostrava                 |                                             |
| 1946-69                    | No hubo competencia | No hubo competencia | No hubo competencia              | No hubo competencia                         |
| 1969-70                    | FC Fastav Zlín      | 2 - 2, 4 - 0        | FK Jablonec                      |                                             |
| 1970-71                    | FC Viktoria Plzeň   | 1 - 1, 3 - 3        | AC Sparta Praga II               |                                             |
| 1971-72                    | AC Sparta Praga     | 2 - 1, 2 - 1        | FK Dukla Praga                   |                                             |
| 1972-73                    | FC Baník Ostrava    | 2 - 1, 0 - 1        | FK Teplice                       |                                             |
| 1973-74                    | SK Slavia Praga     | 1 - 1, 3 - 1        | AC Sparta Praga                  |                                             |
| 1974-75                    | AC Sparta Praga     | 1 - 0, 2 - 1        | FC Baník Ostrava                 |                                             |
| 1975-76                    | AC Sparta Praga     | 4 - 1, 1 - 0        | SK Kladno                        |                                             |
| 1976-77                    | FK Teplice          | 1 - 0, 2 - 1        | AC Sparta Praga                  |                                             |
| 1977-78                    | FC Baník Ostrava    | 0 - 1, 2 - 0        | Fk Mladá Boleslav                |                                             |
| 1978-79                    | FC Baník Ostrava    | 2 - 0, 1 - 0        | FC Viktoria Plzeň                |                                             |
| 1979-80                    | AC Sparta Praga     | 1 - 1, 4 - 2        | FC Bohemians Praga               |                                             |
| 1980-81                    | FK Dukla Praga      | 3 - 1, 2 - 3        | FC Bohemians Praga               |                                             |
| 1981-82                    | FC Bohemians Praga  | 4 - 0               | FK Dukla Praga                   |                                             |
| 1982-83                    | FK Dukla Praga      | 2 - 1, 1 - 1        | FC Bohemians Praga               |                                             |
| 1983-84                    | AC Sparta Praga     | 3 - 0, 3 - 0        | FK Dukla Praga                   |                                             |
| 1984-85                    | FK Dukla Praga      | 3 - 1               | Dynamo České Budějovice          |                                             |
| 1985-86                    | AC Sparta Praga     | 4 - 2               | FK Dukla Praga                   |                                             |
| 1986-87                    | AC Sparta Praga     | 1 - 1 (4–3 pen.)    | SK Slavia Praga                  |                                             |
| 1987-88                    | AC Sparta Praga     | 3 - 0               | TJ Vitkovice                     |                                             |
| 1988-89                    | AC Sparta Praga     | 1 - 0               | SK Slavia Praga                  |                                             |
| 1989-90                    | FK Dukla Praga      | 5 - 3               | Slovácká Slavia Uherské Hradiště |                                             |
| 1990-91                    | FC Baník Ostrava    | 4 - 2               | Dynamo České Budějovice          |                                             |
| 1991-92                    | AC Sparta Praga     | 2 - 1               | FC Baník Ostrava                 |                                             |
| 1992-93                    | AC Sparta Praga     | 2 - 0               | FC Zbrojovka Brno                |                                             |
| Copa de la República Checa |                     |                     |                                  |                                             |
| 1993-94                    | FK Viktoria Žižkov  | 2 - 2 (6–5 pen.)    | AC Sparta Praga                  | Stadion Evžena Rošického, Praga             |
| 1994-95                    | FC Hradec Králové   | 0 - 0 (3–1 pen.)    | FK Viktoria Žižkov               | Stadion Evžena Rošického, Praga             |
| 1995-96                    | AC Sparta Praga     | 4 - 0               | FK Petra Drnovice                | Stadion Evžena Rošického, Praga             |
| 1996-97                    | SK Slavia Praga     | 1 - 0               | FK Dukla Praga                   | Stadion Evžena Rošického, Praga             |
| 1997-98                    | FK Jablonec 97      | 2 - 1               | FK Petra Drnovice                | Stadion Evžena Rošického, Praga             |
| 1998-99                    | SK Slavia Praga     | 1 - 0               | FC Slovan Liberec                | Stadion Evžena Rošického, Praga             |
| 1999-00                    | FC Slovan Liberec   | 2 - 1               | FC Baník Ratíškovice             | Stadion Evžena Rošického, Praga             |
| 2000-01                    | FK Viktoria Žižkov  | 2 - 1               | AC Sparta Praga                  | Stadion Evžena Rošického, Praga             |
| 2001-02                    | SK Slavia Praga     | 2 - 1               | AC Sparta Praga                  | Stadion Evžena Rošického, Praga             |
| 2002-03                    | FK Teplice          | 1 - 0               | FK Jablonec 97                   | Stadion Evžena Rošického, Praga             |
| 2003-04                    | AC Sparta Praga     | 2 - 1               | FC Baník Ostrava                 | Stadion Evžena Rošického, Praga             |
| 2004-05                    | FC Baník Ostrava    | 2 - 1               | 1. FC Slovácko                   | Andrův stadion, Olomouc                     |
| 2005-06                    | AC Sparta Praga     | 0 - 0 (4–2 pen.)    | FC Baník Ostrava                 | Stadion u Nisy, Liberec                     |
| 2006-07                    | AC Sparta Praga     | 2 - 1               | FK Jablonec 97                   | Stadion Evžena Rošického, Praga             |
| 2007-08                    | AC Sparta Praga     | 0 - 0 (4–3 pen.)    | FC Slovan Liberec                | Stadion Evžena Rošického, Praga             |
| 2008-09                    | FK Teplice          | 1 - 0               | 1. FC Slovácko                   | Stadion Evžena Rošického, Praga             |
| 2009-10                    | FC Viktoria Plzeň   | 2 - 1               | FK Jablonec                      | Generali Arena, Praga                       |
| 2010-11                    | FK Mladá Boleslav   | 1 - 1 (4–3 pen.)    | SK Sigma Olomouc                 | Stadion v Jiráskově ulici, Jihlava          |
| 2011-12                    | SK Sigma Olomouc    | 1 - 0               | AC Sparta Praga                  | Stadion města Plzně, Plzeň                  |
| 2012-13                    | FK Jablonec         | 2 - 2 (5–4 pen.)    | FK Mladá Boleslav                | Letní stadion, Chomutov                     |
| 2013-14                    | AC Sparta Praga     | 1 - 1 (8–7 pen.)    | FC Viktoria Plzeň                | Eden Arena, Praga                           |
| 2014-15                    | FC Slovan Liberec   | 1 - 1 (3–1 pen.)    | FK Jablonec                      | Městský stadion, Mladá Boleslav             |
| 2015-16                    | FK Mladá Boleslav   | 2 - 0               | FK Jablonec                      | Na Stínadlech, Teplice                      |
| 2016-17                    | FC Fastav Zlín      | 1 - 0               | SFC Opava                        | Andrův stadion, Olomouc                     |
| 2017-18                    | SK Slavia Praga     | 3 - 1               | FK Jablonec                      | Městský stadion, Mladá Boleslav             |
| 2018-19                    | SK Slavia Praga     | 2 - 0               | FC Baník Ostrava                 | Andrův stadion, Olomouc                     |
| 2019-20                    | AC Sparta Praga     | 2 - 1               | FC Slovan Liberec                | Stadion u Nisy, Liberec                     |
| 2020-21                    | SK Slavia Praga     | 1 - 0               | FC Viktoria Plzeň                | Doosan Arena, Pilsen                        |
| 2021-22                    | 1. FC Slovácko      | 3 - 1               | AC Sparta Praga                  | Městský fotbalový stadion, Uherské Hradiště |
| 2022-23                    | SK Slavia Praga     | 2 - 0               | AC Sparta Praga                  | Generali Arena, Praga                       |
| 2023-24                    | AC Sparta Praga     | 2 - 1               | FC Viktoria Plzeň                | Doosan Arena, Pilsen                        |
| 2024-25                    | SK Sigma Olomouc    | 3 - 1               | AC Sparta Praga                  | Andrův stadion, Olomouc                     |

## Títulos por club
● La tabla incluye todos los Campeonatos y subcampeonatos en finales en los años oficiales de la Copa Checa, es decir, desde 1939-46, 1969-93 y desde 1993 hasta la actualidad.
● Las temporadas desde 1993, la Copa ČMFS, la Copa Raab Karcher, la Copa SPORT 1, la Copa Volkswagen, la Copa Ondrášovka, la Copa Checa Post, la Copa FAČR y la Copa MOL están marcadas en negrita.
| Club                 | Campeón | Años Campeón | Subcampeón | Años Subcampeón                                            |
| -------------------- | ------- | --- | ---------- | ---------------------------------------------------------- |
| AC Sparta Praga      | 22      | 1943, 1944, 1946, 1972, 1975, 1976, 1980, 1984, 1986, 1987, 1988, 1989, 1992, 1993, 1996, 2004, 2006, 2007, 2008, 2014, 2020, 2024 | 10         | 1941, 1974, 1977, 1994, 2001, 2002, 2012, 2022, 2023, 2025 |
| SK Slavia Praga      | 11      | 1941, 1942, 1945, 1974, 1997, 1999, 2002, 2018, 2019, 2021, 2023                                                                   | 2          | 1987, 1989                                                 |
| FC Baník Ostrava     | 5       | 1973, 1978, 1979, 1991, 2005 | 6          | 1946, 1975, 1992, 2004, 2006, 2019                         |
| FK Dukla Praga       | 4       | 1981, 1983, 1985, 1990 | 5          | 1972, 1982, 1984, 1986, 1997                               |
| FK Teplice           | 3       | 1977, 2003, 2009 | 1          | 1973                                                       |
| FK Jablonec          | 2       | 1998, 2013 | 7          | 1970, 2003, 2007, 2010, 2015, 2016, 2018                   |
| FC Viktoria Plzeň    | 2       | 1971, 2010 | 6          | 1943, 1944, 1979, 2014, 2021, 2024                         |
| FC Slovan Liberec    | 2       | 2000, 2015 | 3          | 1999, 2008, 2020                                           |
| FK Mladá Boleslav    | 2       | 2011, 2016 | 2          | 1978, 2013                                                 |
| SK Sigma Olomouc     | 2       | 2012, 2025 | 1          | 2011                                                       |
| FK Viktoria Žižkov   | 2       | 1994, 2001 | 1          | 1995                                                       |
| FC Fastav Zlín       | 2       | 1970, 2017 | –          | ---                                                        |
| FC Bohemians Praha   | 1       | 1982 | 4          | 1942, 1980, 1981, 1983                                     |
| 1. FC Slovácko       | 1       | 2022 | 2          | 2005, 2009                                                 |
| FC Hradec Králové    | 1       | 1995 | –          | ---                                                        |
| SK Olomouc ASO       | 1       | 1940 | –          | ---                                                        |
| FK Drnovice †        | –       | --- | 2          | 1996, 1998                                                 |
| FK Baník Ratíškovice | –       | --- | 1          | 2000                                                       |
| SFC Opava            | –       | --- | 1          | 2017                                                       |

- † Equipo desaparecido.

## Estadios sede de la final

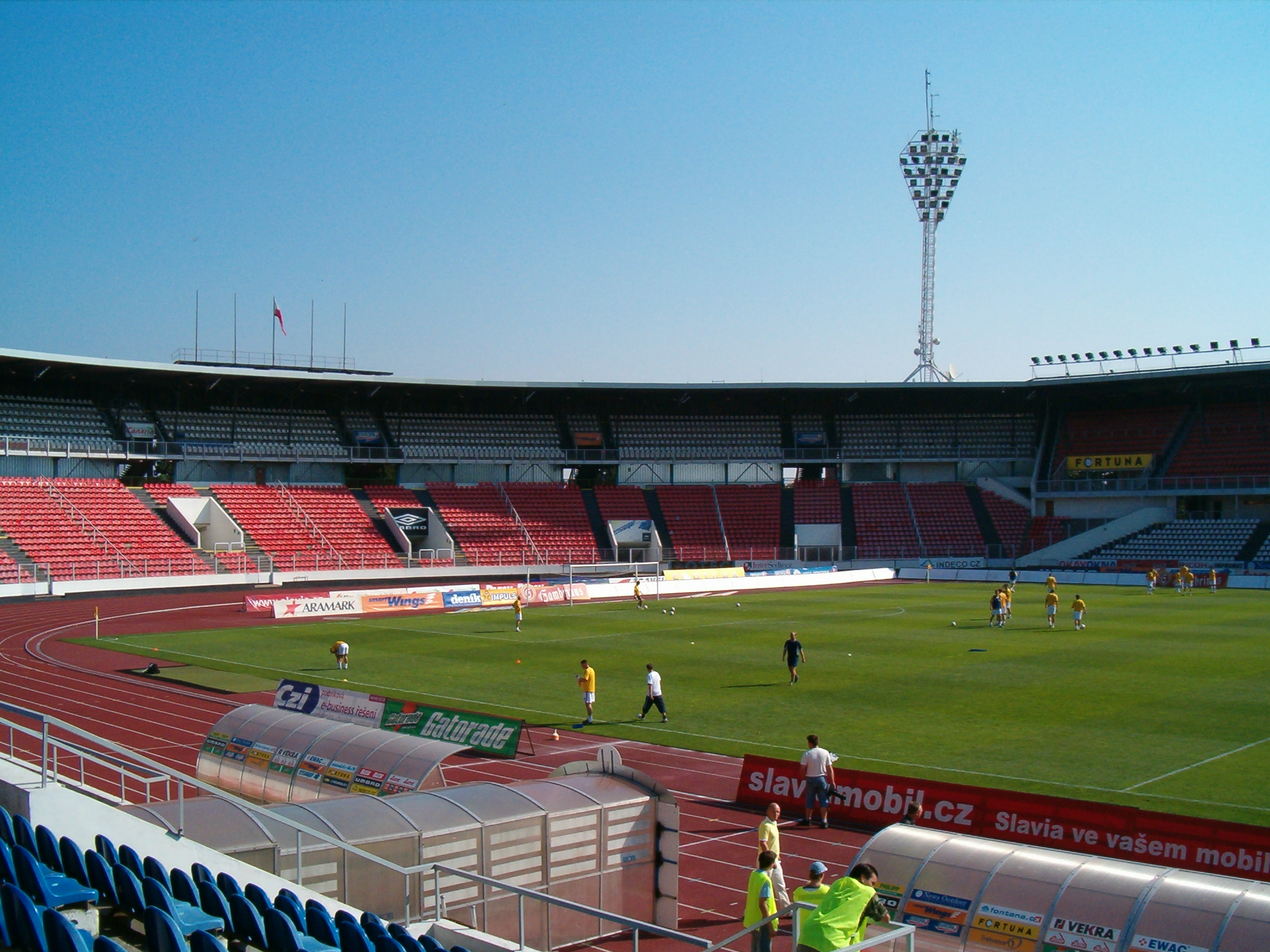
Stadion Evžena Rošického.

| Estadio                   | Ciudad         | veces | Años de la final                                                                   |
| ------------------------- | -------------- | ----- | ---------------------------------------------------------------------------------- |
| Stadion Evžena Rošického  | Praga          | 14    | 1994, 1995, 1996, 1997, 1998, 1999, 2000, 2001, 2002, 2003, 2004, 2007, 2008, 2009 |
| Andrův stadion            | Olomouc        | 4     | 2005, 2017, 2019, 2025                                                             |
| Stadion města Plzně       | Plzeň          | 3     | 2012, 2021, 2024                                                                   |
| Městský stadion           | Mladá Boleslav | 2     | 2015, 2018                                                                         |
| Stadion u Nisy            | Liberec        | 2     | 2006, 2020                                                                         |
| Generali Arena            | Praga          | 2     | 2010, 2023                                                                         |
| Stadion v Jiráskově ulici | Jihlava        | 1     | 2011                                                                               |
| Letní stadion             | Chomutov       | 1     | 2013                                                                               |
| Eden Arena                | Praga          | 1     | 2014                                                                               |
| Stadion Na Stínadlech     | Teplice        | 1     | 2016                                                                               |